# Колпикова, Анастасия Владимировна
Анастасия Владимировна Колпикова (род. 8 марта 1970) — российская актриса театра и кино, заслуженная артистка России.

## Биография
Анастасия Колпикова родилась 8 марта 1970 года. После школы 4 раза пыталась поступить в театральное училище, работала в Центральной научно-технической библиотеке Министерства путей сообщения. В 1990—1994 годах училась в Высшем театральном училище им. Б. В. Щукина (курс Ю. П. Любимова). Ещё будучи студенткой с 1993 года начала играть в театре на Таганке. После окончания училища вошла в труппу Театра на Таганке, где стала ведущей актрисой театра.

## Награды
- Заслуженная артистка России (2010).
- Приз «Лучшая актриса» на IV Международном телекинофоруме «Вместе» (2003) за роль в фильме «Покаянная любовь»[2].

## Работы в театре

### Театр на Таганке
- 1993 — «Мастер и Маргарита» М. А. Булгаков, Ю. П. Любимов — Маргарита
- 1993 — «Преступление и наказание» — Соня Мармеладова
- 1993 — «Живаго (Доктор)» — Лара, Тоня, массовка
- 1994 — «Борис Годунов» А. С. Пушкин — Царевна Ксения, Марина Мнишек
- 1995 — «Медея» — хор
- 1996 — «Борис Годунов» А. С. Пушкин — Марина Мнишек
- 1997 — «Владимир Высоцкий» Марина Влади — Гертруда
- 1997 — «Братья Карамазовы» (Скотопригоньевск) Ф. М. Достоевский — Грушенька
- 1998 — «Марат и маркиз де Сад» П. Вайс — пациентка
- 2000 — «Хроники» У. Шекспир — герцогиня Глостер
- 2000 — «Театральный роман» М. А. Булгаков, Ю. П. Любимов — Торопецая-Елена
- 2001 — «Сократ / Оракул» К. Кедров, Ю. П. Любимов — Аспазия
- 2009 — «Арабески» Н. В. Гоголь, Ю. П. Любимов — Княгиня Волконская, Смирнова

## Фильмография
1. 1999 — Борис Годунов — Марина Мнишек
2. 2003 — Покаянная любовь — Степанида
3. 2004 — Золотая голова на плахе — Айседора Дункан
4. 2004 — На углу у Патриарших 4 — Елена Сергеевна
5. 2006 — Даша Васильева. Любительница частного сыска 4 (Фильм 12-й. «Привидение в кроссовках») — Леона

## Аудиокниги
- 2001 — М. Булгаков «Мастер и Маргарита» — Гелла и несколько небольших ролей
- 2003 — Б. Акунин «Азазель» — Эмма Пфуль